# Madeleine May Kunin
Madeleine May Kunin, née le 28 septembre 1933 à Zurich, est une journaliste et femme politique américano-suisse.
Membre du Parti démocrate des États-Unis, elle est de 1985 à 1991, gouverneure de l'État du Vermont. Elle est la seule femme à avoir exercé cette fonction et la première à avoir été élue pour trois mandats successifs en tant que gouverneur.

## Biographie

### Début de carrière
« À un niveau que je ne comprends pas encore entièrement, je crois avoir transformé mon sens de l'Holocauste en un engagement politique personnel. Ceci fut la source de mon courage politique. Je pouvais faire ce que les victimes ne pouvaient pas faire : m'opposer au mal à chaque fois que je le reconnaitrais. Les États-Unis d'Amérique me protègeraient. Je vivais en un temps et un lieu assez sûrs pour qu'une juive puisse devenir une personnalité politique, soit libre de parler, de s'opposer, de se dresser,. »

— Madeleine May Kunin
Madeleine May Kunin est originaire d'une famille juive. Son père, Ferdinand May (un commerçant en chaussures) mourut quand elle avait près de trois ans. Peu après, sa mère, Renée Bloch-May, s'installa dans une petite ville, Hergiswil, en Suisse, dont elle pensait que ce serait un endroit plus sûr dans le cas d'une invasion allemande. Comme la menace nazie grandissait d'année en année en Europe, Renée Bloch-May obtint un visa pour les États-Unis. Renée Bloch-May, avec sa fille Madeleine, âgée de 7 ans, et son fils Edgar, âgé de 10 ans, émigrèrent en 1940 aux États-Unis. La famille réussit à prendre le dernier navire en partance d'Italie vers New York.

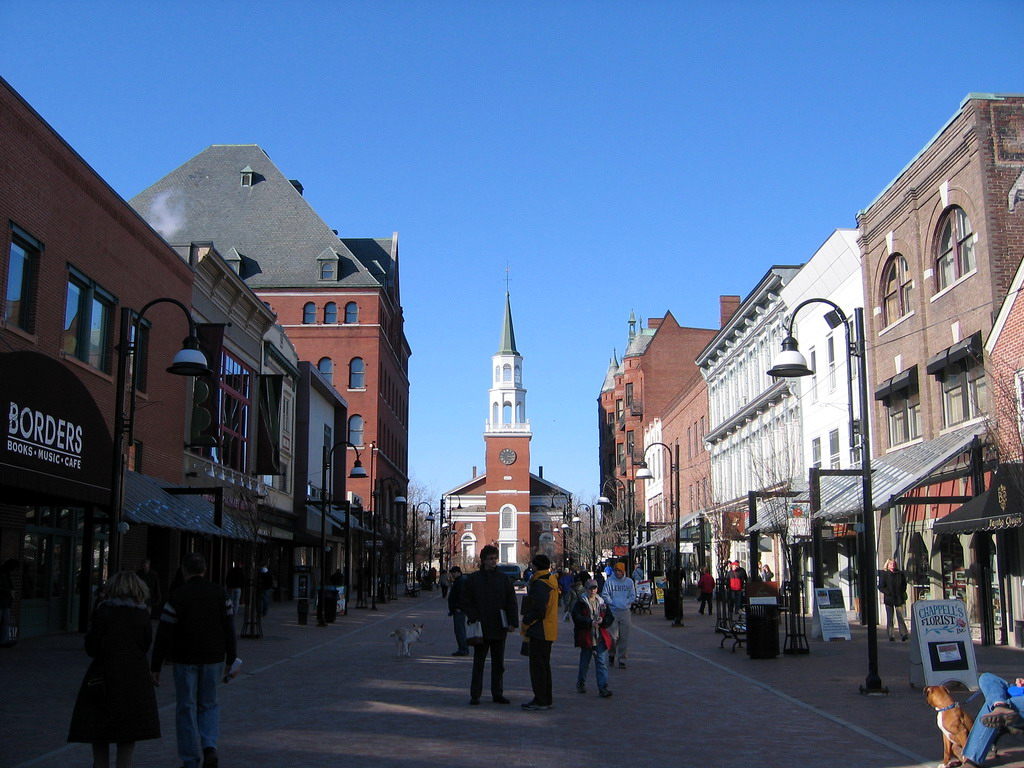
Burlington, dans le Vermont.

La famille s'installa à Pittsfield, au Massachusetts. Madeleine Kunin fréquenta, jusqu'en 1956, l'université du Massachusetts et travailla comme serveuse pour payer ses études. Elle est diplômée d'une licence en histoire de l'université du Massachusetts en 1956 et d'une maîtrise en journalisme de l'université Columbia en 1957. Comme journaliste débutante, elle obtint son premier emploi au quotidien The Burlington Free Press, dans le Vermont. Elle quitta le journal en 1958 pour servir de guide dans le pavillon américain de l'exposition universelle de Bruxelles. De retour à Burlington, elle y rencontra Arthur Kunin, qui travaillait à l'école de médecine de l'université du Vermont. Le couple se maria en 1961.
May Kunin travailla de nouveau comme journaliste pour The Burlington Free Press et enseigna aussi à temps partiel au lycée Trinity College (en) de Burlington. Elle participa également à des activités communautaires, notamment dans le domaine des droits des femmes (avec la League of Women Voters). Pendant ses loisirs, May-Kunin organisa un programme de musique et de théâtre pour les enfants de son quartier. Elle chercha aussi, entre autres, à convaincre le conseil municipal de construire des trottoirs. Après avoir déménagé dans un autre quartier de Burlington, elle découvrit qu'une voie ferrée traversait une route empruntée par les enfants pour aller à l'école. Avec un groupe de voisins et de parents, elle obtint que la régie des services publics installât des barrières de sécurité clignotantes afin de protéger ces enfants. Ces premières expériences communautaires la poussèrent vers la politique. Entre-temps, elle avait repris des études et obtenu une maîtrise de littérature anglaise à l'université du Vermont en 1967.

### Ascension politique
« En tant que féministe, immigrante, et juive, j'étais peut-être trop différente de l’électeur moyen du Vermont, pourtant, c'est cette identité qui m'a inspirée pour entrer dans la vie publique et donner forme à mes valeurs,. »

— Madeleine May Kunin
En 1972, May Kunin se présente au poste de conseiller municipal mais elle perd les élections du conseil de la ville de Burlington. Plus tard la même année, elle est élue à la Chambre des représentants du Vermont. Lors de ce premier mandat elle se familiarise avec les processus, les stratégies et les traditions de la législature. Elle s'implique comme membre du Comité mixte permanent sur les questions administratives. Après sa réélection en 1974, elle est élue chef de la minorité démocrate à la Chambre des représentants du Vermont. Elle continue de s'intéresser à l'éducation et au bien-être des enfants. Après avoir été élue pour un troisième mandat en 1976, elle est nommée présidente du Comité mixte permanent des crédits gouvernementaux : c'est la première femme à assumer cette responsabilité, position au sein de laquelle elle devient une experte sur le processus de budgétisation de l'État[réf. nécessaire].
En 1978, elle est élue au premier tour lieutenant gouverneure du Vermont. Occupant initialement la fonction de présidente du Sénat, elle produit plusieurs études dans des domaines tels que les soins de santé et l'énergie et rédige des recommandations à l'attention du gouverneur de l'État et de l'Assemblée générale. En 1980, elle est réélue au même poste, qu'elle quitte au début de l'année 1982. Le 23 février 1982, elle annonce qu'elle se porte candidate au poste de gouverneur du Vermont sous l'étiquette des démocrates. Elle perd l'élection contre le républicain Richard Snelling.
Elle est une invitée populaire de WJOY radio dans les années 1970 et enseigne le journalisme au Middlebury College et au St. Michael's College.

### Gouverneure du Vermont
« Nous vivons à une époque où nous installons au niveau national une désillusion politique lorsque les politiciens promettent l'impossible à tenir. Pire, parmi toutes ces promesses celle qu'il n'y aura pas de nouvelles taxes,. »

— Madeleine May Kunin
En 1984, May Kunin annonce de nouveau sa candidature pour le poste de gouverneur du Vermont. Le 7 novembre 1984, elle est élue,.
Elle est ensuite réélue en 1986 et 1988. May Kunin est également nommée présidente de l'Association des Gouverneurs de la Nouvelle-Angleterre[réf. nécessaire]. En tant que gouverneure du Vermont, son travail est axé sur l'accès à l'éducation, les problèmes des enfants et adolescents et l'environnement. Quelques mois après sa prise de fonctions, elle met les classes maternelles à la disposition de tous les enfants du Vermont. Elle crée le tribunal de la famille et réforme les services d'aide à l'enfance en difficulté[réf. nécessaire].
Entre les années 1985 et 1991, la gouverneure développe de nouvelles formules de financement pour le système scolaire public du Vermont. Elle augmente l'aide de l'État de 109 % pour des secteurs scolaires et aide à fonder l'enseignement par la télévision interactive. Elle finance la couverture d'assurance maladie pour les femmes enceintes et pour les enfants de moins de six ans : le programme pour les enfants prend le nom de « Dr Dynasaur ». Elle fait adopter le congé de maternité comme une allocation d'assurance maladie. Sous son mandat, le Vermont réalise le taux d'immunisation le plus élevé des États-Unis pour les maladies infantiles.

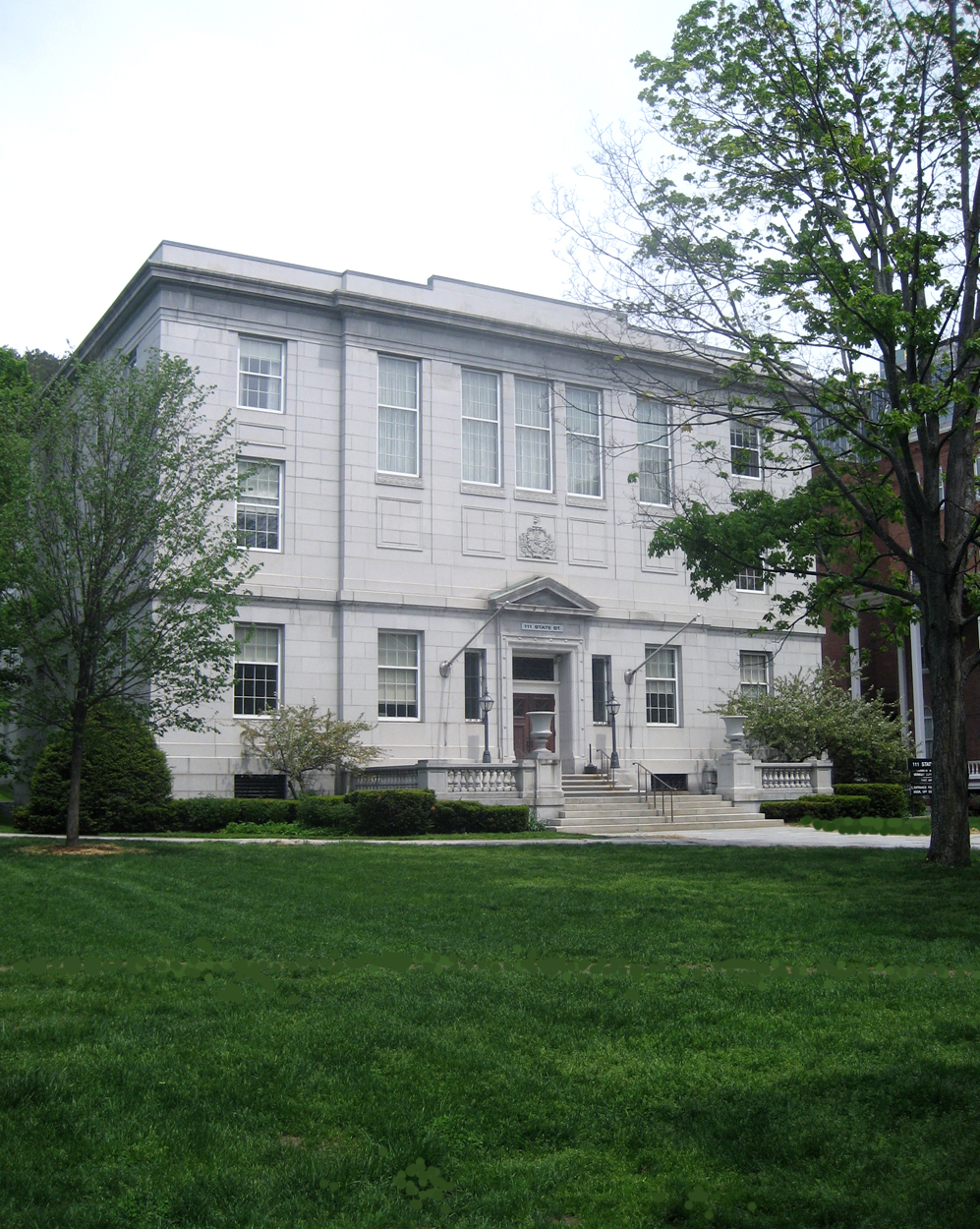
Siège de la Cour suprême du Vermont.

May Kunin fait aussi adopter des lois renforcées sur la toxicomanie, dans lesquelles celle-ci est jugée comme une maladie et non plus une tare ou un vice. Elle met en place une Commission des droits de la personne du Vermont et augmente les pénalités pour les crimes haineux. En 1990, elle nomme Denise Johnson première femme juge à la Cour suprême de l'État du Vermont, ainsi que des femmes aux postes de secrétaire des Transports, secrétaire de la Santé et commissaire des Forêts, Parcs et loisirs de l'État du Vermont, ce qui crée un précédent non seulement dans le Vermont, mais aussi dans le pays. Considérant que de nombreux politiciens américains manquent d'honnêteté intellectuelle, elle refuse de se présenter de nouveau au poste de gouverneur du Vermont lors des élections générales de 1992.
Au cours de ses trois mandats comme gouverneur du Vermont, elle a rarement visité une ville du Vermont sans passer par son école élémentaire ou maternelle. Quand la gouverneure May Kunin prend ses fonctions en 1985, les femmes occupent alors environ 24 % des postes sur les conseils et commissions du gouvernement du Vermont. Lors de son départ, le nombre de femmes a évolué jusqu'à être de 45 % dans l'appareil gouvernemental du Vermont.

### Fondation de l'ISC
Après avoir quitté ses fonctions de gouverneur, May Kunin travaille à la fondation de l'Institut pour des collectivités durables (ISC), une organisation internationale, construite sur l'éthique de la participation citoyenne. L'organisme travaille à travers le monde sur les problèmes allant de la dégradation de l'environnement à l'éducation, sur le SIDA et sur la prévention des maladies.

### Secrétaire adjoint à l'éducation
Après son départ du poste de gouverneur du Vermont, Madeleine Kunin s'engage dans la politique fédérale américaine. Elle fait partie de l'équipe de transition présidentielle. Sous la présidence de Bill Clinton, dont elle avait soutenu la campagne électorale, elle est nommée sous-secrétaire de l'Éducation des États-Unis (en) en 1993 et ce jusqu'en 1997. Elle travaille sur l'établissement d'un système de prêts aux étudiants plus équitable et sur une série d'actes législatifs dans le domaine de l'éducation dont le Goals 2000: Educate America Act and the Safe and Drug-Free Schools Act.
May Kunin est aussi membre de la délégation américaine à la Conférence mondiale des Nations unies sur les femmes tenue à Pékin, en septembre 1995,.

### Ambassadrice
Le 8 aout 1996, le président Bill Clinton la nomme ambassadrice en Suisse. À partir de mars 1997, elle est également accréditée auprès de la principauté du Liechtenstein. Pendant sa mission à Berne, elle se consacre à la recherche des biens des Juifs qui avaient été déposés dans des banques suisses durant la Seconde Guerre mondiale. Une de ses expériences les plus poignantes se produit quand, travaillant avec le gouvernement suisse pour découvrir les comptes bancaires des victimes de l'Holocauste, elle trouve un compte au nom de sa mère,.

### Enseignement
Aujourd'hui à la retraite, elle anime un séminaire à l'université du Vermont et donne des conférences dans diverses universités. La thématique principale qu'elle présente est sous le thème « Femmes, Politique et leadership dans l'histoire »,,.

## Ouvrages publiés
Madelaine May Kunin a écrit plusieurs ouvrages, dont :
- The big green book: A four-season guide to Vermont, Barre Publishers, 1976
- Living a Political Life, Knopf Publishing, 1995. Ce livre autobiographique raconte sa carrière, avant de rejoindre le département d'État (le ministère) de l'Éducation.
- Pearls, Politics, and Power: How Women Can Win and Lead (Chelsea Green Publishing, avril 2008)
- The New Feminist Agenda - Defining the Next Revolution for Women, Work, and Family, 2012[30].

## Honneur et distinctions individuelles
May Kunin a reçu le Prix d'excellence du Centre international de New York (The International Center in New York's Award of Excellence) et une reconnaissance pour son dévouement aux services publics de la part de l'université Colombia. Elle a reçu plus de vingt diplômes universitaires honorifiques.

## Vie personnelle
Madeleine May Kunin est la mère de quatre enfants : Julia, Peter, Adam, et Daniel ; ce dernier est conseiller principal auprès du gouvernement de la République de Géorgie. Elle divorce de son mari Arthur Kunin en 1995. En 2006, elle épouse John W. Hennessey Jr, professeur au Dartmouth College. Le couple vit à Burlington, dans le Vermont.
May Kunin parle couramment l'anglais, l'allemand et le français.